# Мекоста (Мичиген)
Мекоста (енгл. Mecosta) град је у америчкој савезној држави Мичиген.

## Демографија
По попису из 2010. године број становника је 457, што је 17 (3,9%) становника више него 2000. године.
| Група             | 2000.       | 2010.       |
| Белци             | 385 (87,5%) | 402 (88,0%) |
| Афроамериканци    | 10 (2,3%)   | 9 (2,0%)    |
| Азијати           | 0 (0,0%)    | 0 (0,0%)    |
| Хиспаноамериканци | 12 (2,7%)   | 14 (3,1%)   |
| Укупно            | 440         | 457         |